# Флэйк, Джефф
Джеффри Лэйн «Джефф» Флэйк (англ. Jeffry Lane "Jeff" Flake; род. 31 декабря 1962, Сноуфлэйк, округ Навахо, Аризона) — американский политик-республиканец, сенатор США от штата Аризона (2013—2019). Посол США в Турции с 27 октября 2021 года.

## Биография
Родился 31 декабря 1962 года в Сноуфлэйке, в 1986 году окончил Университет Бригама Янга в Прово, штат Юта, в 1987 году получил там степень магистра искусств.
Получил в университете степени бакалавра по международным отношениям и магистра — по политическим наукам. Служил в мормонской миссии в Южной Африке и Зимбабве, работал в компании по связям с общественностью Shipley, Smoak & Henry, являлся исполнительным директором Фонда за демократию и института Голдуотера.
В 2000 году избран в Палату представителей США от 1-го избирательного округа Аризоны.
К выборам 2002 года в Аризоне были изменены границы избирательных округов, и с 2003 года Флэйк представлял в нижней палате Конгресса 6-й округ своего штата.
В ноябре 2012 года избран в Сенат США от Аризоны — заменил ушедшего на покой республиканца Джона Кайла, победив в предвыборной борьбе демократа Ричарда Кармону.
В 2014 году принял участие в реалити-шоу Discovery Channel Rival Survival, прожив несколько дней на острове в Тихом океане вдвоём с сенатором-демократом Мартином Генрихом.
Весной 2016 года наметился раскол между Флэйком и вторым сенатором от Аризоны — Джоном Маккейном — в отношении к кандидату Республиканской партии на президентских выборах Дональду Трампу. Маккейн заявил о его поддержке, поскольку за Трампом стоят рядовые избиратели-республиканцы (при этом опытный политик резко критиковал кандидата за взгляды на иммиграцию), а Флэйк принципиально отказал Трампу, назвав неосуществимой чепухой обещанное миллиардером строительство стены на границе с Мексикой и сказав, что в действительности никто и не верит в возможность такого строительства.
14 июня 2017 года присутствовал на тренировке бейсбольной команды Конгресса США в Алегзандрии (Виргиния), когда произошёл инцидент со стрельбой. Не пострадав лично, оказывал первую помощь раненому Стивену Скэлису до прибытия медиков. Позднее Флэйку позвонил бывший президент Обама с выражением поддержки.
24 октября 2017 года объявил об отказе от переизбрания в 2018 году, заявив в Сенате о нежелании впредь мириться или хранить молчание в отношении «безрассудного, возмутительного и недостойного» поведения президента Трампа.
5 октября 2018 года объявил о намерении проголосовать в Юридическом комитете Сената в поддержку предложенной президентом Трампом кандидатуры нового члена Верховного суда — Бретта Кавано, хотя ранее требовал проведения расследования ФБР обвинений в сексуальных домогательствах, выдвинутых Кристин Форд против Кавано.

27 октября 2021 года назначен послом США в Турции.

## Семья
Джефф Флэйк происходит из старинной семьи мормонских пионеров (в доме его предков в Сноуфлэйке теперь музей). Сын бывшего мэра родного города — Дина Мэзера Флэйка — и Нериты Хок из Мичигана. Родители познакомились в университете Бригама Янга и поженились в январе 1956 года, по состоянию на октябрь 2012 года у них было 47 внуков, а десятым правнуком должен был стать внук Черил и Джеффа Флэйка. У Джеффа и Черил пятеро детей: Райан, Алексис, Остин, Таннер и Даллин.

## Награды
- Командор 1 класса ордена Полярной звезды (22 октября 2024 года, Швеция)[15].